# ケルキラ県

ケルキラ県
Περιφερειακή ενότητα Κέρκυρας測地系: 北緯39度35分 東経20度20分 / 北緯39.583度 東経20.333度座標: 北緯39度35分 東経20度20分 / 北緯39.583度 東経20.333度

ケルキラ県（ケルキラけん、Κέρκυρα / Kérkyra）は、ギリシャ共和国のイオニア諸島地方を構成する行政区（ペリフェリアキ・エノティタ）のひとつ。県都はケルキラ（コルフ）。主島であるケルキラ島の英語名からコルフ県（英語: Corfu Prefecture）とも呼ばれる。

## 地理

### 位置・広がり
イオニア海上に所在するイオニア諸島（および広域自治体としてのイオニア諸島地方）の北部に位置する。県都ケルキラはケルキラ島に所在し、ヨアニナから西へ約71km、レフカダから北北西へ約110km、首都アテネから西北へ約387kmの距離にある。
最大の島はケルキラ島で、その東南に位置するパクシ島がこれに次ぐ。ケルキラ島北方のに浮かぶ有人の小さな島々オトニ島（ギリシャ領最西端）やエリクサ島（イオニア諸島最北端）、マトラキ島などを県域に含む。
- 海からのケルキラ市街
- ガイオス（パクシ島）
- フォニアス岬

### 主要な都市・集落
3000人以上の都市・集落は以下の通り（人口は2001年国勢調査時点）。
- ケルキラ（ケルキラ市） - 28,185人
- カナリア (el) （ケルキラ市） - 3,556人
- レフキンミ (el) （ケルキラ市） - 3,517人

ケルキラ島東海岸中央部に位置する県都ケルキラはイオニア諸島最大の都市で、イオニア諸島地方の首府でもある。
- ケルキラ
- レフキンミ
- Moraitika

## 社会

### 人口推移
| 年   | 人口 （人） | 増減          |
| ---- | ----------- | ------------- |
| 1991 | 105,043     | -             |
| 2001 | 111,975     | +6,932/+6.60% |

## 行政区画

ケルキラ県

### 基礎自治体（ディモス）
ケルキラ県は、以下の自治体（ディモス、市）から構成される。人口は2001年国勢調査時点。
|   | 自治体名 | 綴り    | 政庁所在地    | 面積 Km² | 人口    |
| - | -------- | ------- | ------------- | -------- | ------- |
| 1 | ケルキラ | Κέρκυρα | ケルキラ (el) | 613.6    | 109,537 |
| 2 | パクシ   | Παξοί   | ゲオス        | 30.1     | 2,438   |

### 旧自治体（ディモティキ・エノティタ）

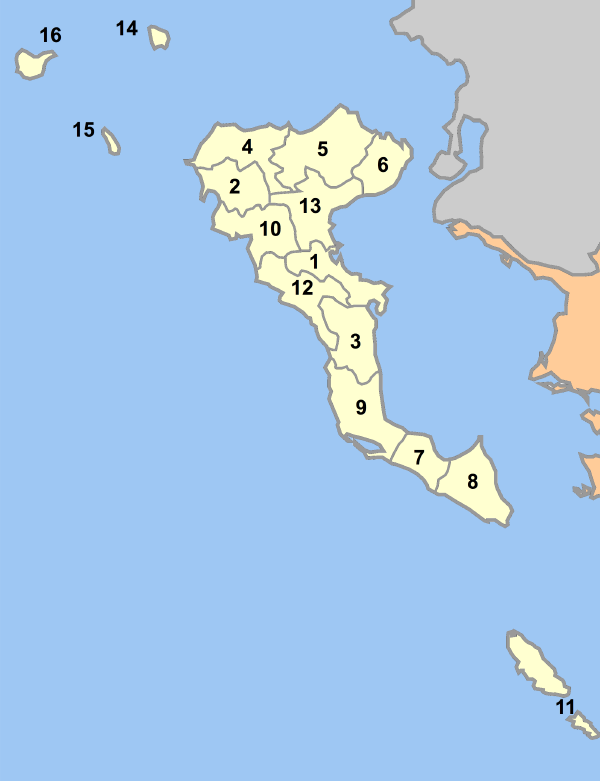
ケルキラ県の旧自治体（1999年 - 2010年）

カリクラティス改革（2011年1月施行）以前の広域自治体（ノモス）としてのケルキラ県（Νομός Κέρκυρας）は、以下の基礎自治体（ディモスとキノティタ）から構成されていた。改革後、旧自治体は新自治体（ディモス）を構成する行政区（ディモティキ・エノティタ）となっている。
下表の番号は右図と対応している。「旧自治体」欄で※印を付したものはキノティタ、それ以外はディモス。「政庁所在地」欄で太字になっているものは、新自治体の政庁所在地となったものを示す。
|    | 旧自治体                 | 綴り            | 政庁所在地        | 新自治体 |
| -- | ------------------------ | --------------- | ----------------- | -------- |
| 1  | ケルキラ                 | Κέρκυρα         | ケルキラ          | ケルキラ |
| 2  | アイオス・イェオルイオス | Άγιος Γεώργιος  | アグロス          | ケルキラ |
| 3  | アヒリオ                 | Αχίλλειο        | ガストゥリ (el)   | ケルキラ |
| 4  | エスペリエス             | Εσπερίες        | ヴェロナデス      | ケルキラ |
| 5  | ティナリ                 | Θινάλι          | ニンフェス        | ケルキラ |
| 6  | カソペア                 | Κασσωπαία       | ギマリ            | ケルキラ |
| 7  | コリシア                 | Κορισσία        | アルギラデス (el) | ケルキラ |
| 8  | レフキンミ               | Λευκίμμη        | レフキンミ (el)   | ケルキラ |
| 9  | メリティイス             | Μελιτειείς      | モレティカ        | ケルキラ |
| 10 | パレオカストリツァ       | Παλαιοκαστρίτσα | ラコネス          | ケルキラ |
| 11 | パクシ                   | Παξοί           | ゲオス            | パクシ   |
| 12 | パレリイ                 | Παρέλιοι        | コキニ            | ケルキラ |
| 13 | フェアケス               | Φαίακες         | イプソス          | ケルキラ |
| 14 | エリクサ ※               | Ερείκουσα       | エリクサ          | ケルキラ |
| 15 | マトラキ ※               | Μαθράκι         | マトラキ          | ケルキラ |
| 16 | オトニ ※                 | Οθωνοί          | オトニ            | ケルキラ |

- Διοικητική διαίρεση νομού Κέρκυρας (πρόγραμμα Καποδίστριας) - ケルキラ県の自治体・集落一覧（1999年 - 2010年）

### 郡（エパルヒア）
県には、以下の郡（エパルヒア）があったが、2006年以降法的な位置づけは行われていない。
| 郡名       | 綴り    | 中心地   |
| ---------- | ------- | -------- |
| ケルキラ郡 | Κέρκυρα | ケルキラ |
| パクシ郡   | Παξοί   | ゲオス   |